# Mini Clubman (2007)

## Prima generație (R55; 2007)

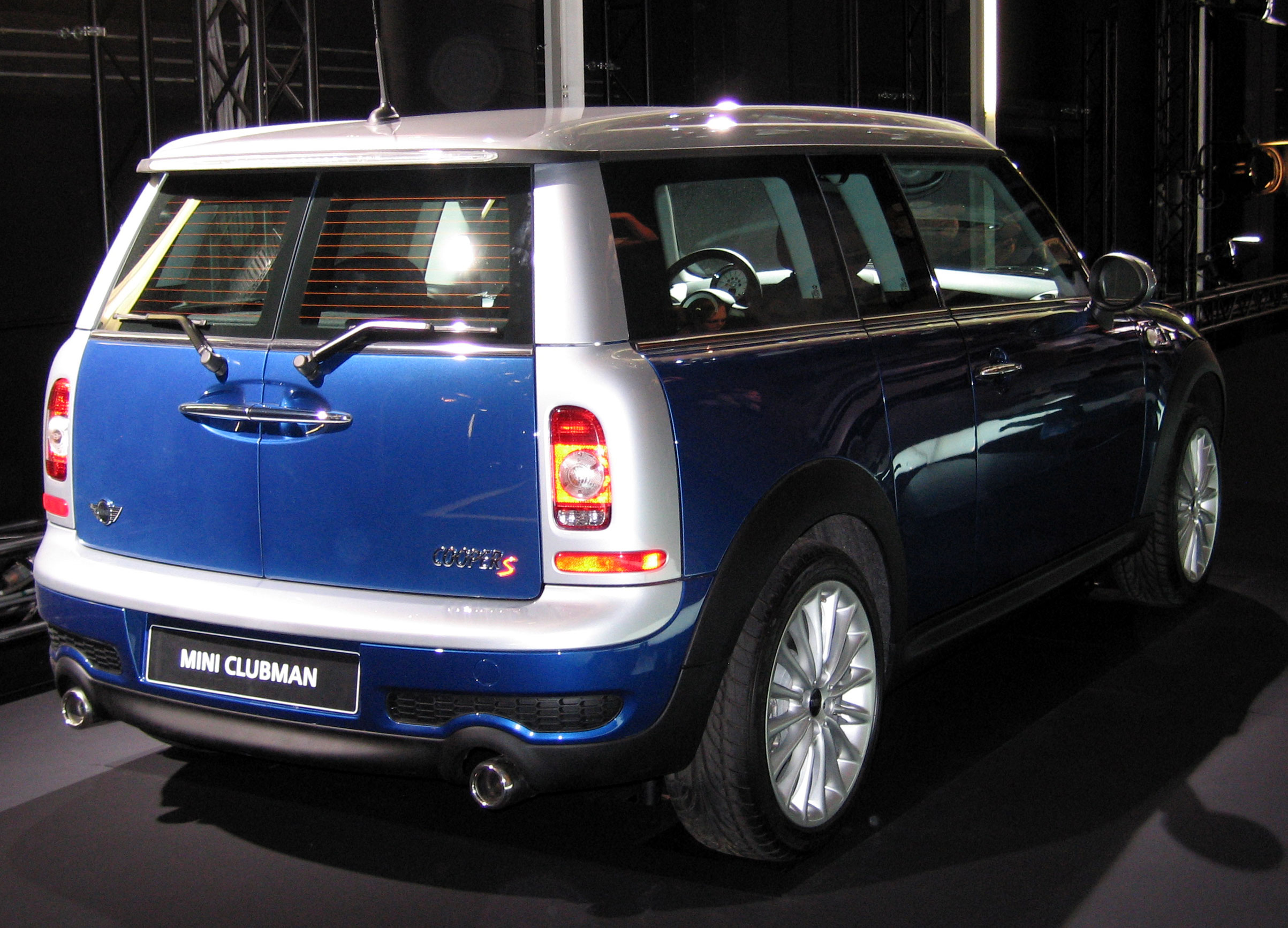
MINI Cooper S Clubman la Internationale Automobil-Ausstellung 2007

MINI Clubman este un model diferit care poate fi comandat în versiunile Cooper, Cooper D și Cooper S. Are o lungime mai mare cu câțiva centimetri, menită să sporească locul pentru picioare și un portbagaj mai încăpătoar. Are uși duble pentru portbagaj, în loc de ușă care se deschide în sus. Are de asemenea și ușă de tip suicide door pe dreapta pentru pasagerii din spate.
Numele 'Clubman' este o întrerupere a tradiției clasice Mini.  Clasica Mini Clubman era un automobil cu partea frontală mai pătrățoasă, și cu partea din spate asemănătoare lui Mini standard.  Versiunea break a Mini-urilor clasice erau denumite 'Mini Traveller' și 'Mini Countryman'. Totuși, BMW nu a cumpărat drepturile de utilizare ale acestor nume când au achiziționat drepturile pentru celelalte nume de Mini.

## A doua generație (F54; 2015)

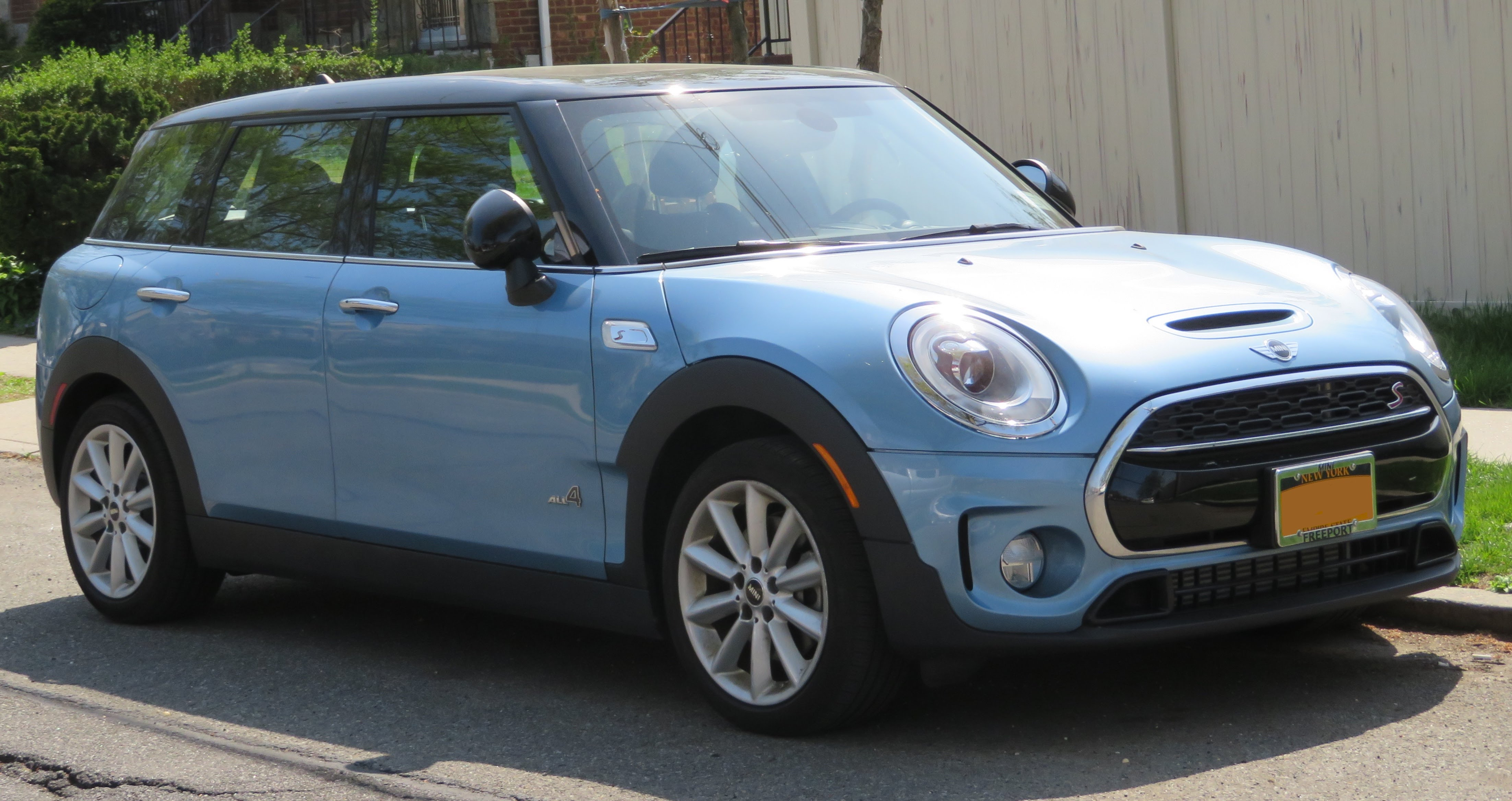
Mini Cooper S Clubman din 2017